# Comuna Câineni, Vâlcea
Câineni este o comună în județul Vâlcea, Oltenia, România, formată din satele Câinenii Mari, Câinenii Mici (reședința), Greblești, Priloage, Râu Vadului și Robești. Se află la 45,5° latitudine, 24,32° longitudine și 703 metri altitudine, pe Valea Oltului, la 59 km de reședința județului, municipiul Râmnicu Vâlcea și 42 km de municipiul Sibiu din județul Sibiu. Comuna se află la limita regiunilor istorice Oltenia, Muntenia și Transilvania.
Are o populație de 2780 locuitori (2618 români, 159 rromi și 3 maghiari), care se ocupă în general cu creșterea animalelor, agricultură, diferite meșteșuguri și exploatarea lemnului. Locuitorii sunt numiți lovișteni, de la Țara Loviștei, veche denumire a locului. De remarcat faptul că ei nu sunt considerați nici olteni, nici ardeleni, aici fiind o zonă de trecere între cele două provincii, lucru ce se vede în dialectul vorbit și în unele datini și obiceiuri.
Până la unirea Transilvaniei cu regatul României, la 1 decembrie 1918, la Câineni a funcționat vama dintre cele două state. Clădirea mai dăinuie și astăzi la Râu Vadului.
Comuna este formată din mai multe sate: Câinenii Mari și Câinenii Mici, (primul pe partea dreaptă a Oltului, celălalt pe partea stangă), Greblești, Robesti, Râu Vadului și Priloage. Zona satului Câinenii Mari mai este cunoscută sub denumirea de Câinenii de Vâlcea, iar Câinenii Mici - satul central, sub denumirea de Câinenii de Argeș, aceasta datorită faptului că într-o epocă trecută cele două localități aparțineau de județe diferite, respectiv Vâlcea și Argeș.
Se presupune că ar fi existat o așezare din epoca bronzului (anii 2000-1200 î.e.n) în satul Râul Vadului unde au fost descoperite 5 ciocane de piatră șlefuită de tip neolitic. Cercetătorii au situat aici fostul castru roman Pons Vetus, datând din secolul al II-lea, era noastră. Acesta se află pe malul stâng al Oltului, în satul Câinenii Mici (La Turnulețe).
Străvechea vatră a Câinenilor este atestată documentar pentru prima dată de hrisovul domnesc din 25 martie 1415, din care reiese că voievodul Mircea cel Bătrân dăruiește vama de la Genune spre administrare Mănăstirii Cozia. Dania lui Mircea cel Bătrân este întărită de hrisovul dat de voievodul Radu cel Mare, datând din 20 ianuarie 1505, document în care se pomenește pentru prima dată de locuitorii Câinenilor. Domnitorul Neagoe Basarab întărește așezământul făcut de Ioan Zapolya, voievodul Transilvaniei, prin care se stabilește hotarul dintre Țara Românească și Transilvania în „locul unde curge Râul Vadului și se varsă în apa Oltului și se unesc toate la Valea Genunei, care este mai sus de Câineni”.
Pe drumul ancestral, Calea Mare a Țării sau Drumul Regilor, actual DN7D, Carol Robert de Anjou, regele Ungariei, a încercat să cucerească Terra Transalpina a lui Basarab I, însă în bătălia de la Posada (localizată pe lângă Titești) este învins. Lupta s-a dat între 9 noiembrie și 12 noiembrie 1330. Această dată de 12 noiembrie 1330 rămâne memorabilă pentru națiunea română, fiind data nașterii Țării Românești și de impunere a bisericii ortodoxe în fața celei catolice.
În cadrul vestigiilor arheologice se încadrează și fostul fort de apărare austriac denumit "Arxavia" (cetatea de lângă drum, în latină), situat pe Malul Podului, construit în perioada 1717-1719 din ordinul generalului Stephan Steinville, generalul comandant al trupelor imperiale din Transilvania și Oltenia austriacă. La ieșirea din Câinenii Mari spre Sibiu există o placă de marmură, încrustată în peretele abrupt (stânca Ganga), ce domină șoseaua, prin care este marcat Via Carolina, drum construit de austrieci.
Satele Câinenii Mari și Câinenii Mici au fost patronate în secolul XIX de Tudor Vladimirescu.
Primăria se găsește în satul Câinenii Mici.
De remarcat în satul Câinenii Mici două biserici-monument, Sf. Nicolae (1733) și Sfinții Voievozi (1807). Acestea sunt singurele biserici din Muntenia construite și pictate după modelul celor moldovenești. Vizitându-le, Episcopul Calinic al Argeșului a scris pe Sfânta Evanghelie de la biserica Sfinții Voievozi din Câinenii Mici: „Am găsit la Câineni Voronețul Moldovei”.
Despre Valea Satului (care înainte de 1945 se numea Valea Arsurii), râul de munte ce curge prin satul Câinenii Mici, se spune că oferă zona cea mai ozonificată din România.
De unde vine numele de Câineni? Legenda, transmisă pe cale orală, spune că a fost odată un cioban pe nume Ene, care s-a oprit aici cu oile. Câinii săi erau foarte răi, vestea lor ducându-se prin împrejurimi. Locul unde s-a stabilit acesta a fost denumit „Câinii lui Ene”, apoi „Câinii Ene”, de la care s-a modificat în Câineni. Însă J.A. Candrea, în lucrarea sa „Introducere în studiul toponomiei" București 1927-1928, pag. 178, dă explicația etimologică a localității „Câinenii originari din localitatea Câine". El consideră că, la origine, Câinenii de Argeș și Câinenii de Vâlcea au fost un singur sat care se numea Câine, numit mai tarziu Câinenii.

## Demografie
Componența etnică a comunei Câineni
     Români (91,02%)
     Romi (4,11%)
     Alte etnii (0,12%)
     Necunoscută (4,75%)
Componența confesională a comunei Câineni
     Ortodocși (94,77%)
     Alte religii (0,16%)
     Necunoscută (5,07%)
Conform recensământului efectuat în 2021, populația comunei Câineni se ridică la 2.484 de locuitori, în scădere față de recensământul anterior din 2011, când fuseseră înregistrați 2.500 de locuitori. Majoritatea locuitorilor sunt români (91,02%), cu o minoritate de romi (4,11%), iar pentru 4,75% nu se cunoaște apartenența etnică. Din punct de vedere confesional, majoritatea locuitorilor sunt ortodocși (94,77%), iar pentru 5,07% nu se cunoaște apartenența confesională.

## Politică și administrație
Comuna Câineni este administrată de un primar și un consiliu local compus din 11 consilieri. Primarul, Ion Nicolae[*], de la Partidul Național Liberal, este în funcție din 2008. Începând cu alegerile locale din 2024, consiliul local are următoarea componență pe partide politice:
|  | Partid                          | Consilieri | Componența Consiliului | Componența Consiliului | Componența Consiliului | Componența Consiliului | Componența Consiliului | Componența Consiliului | Componența Consiliului |
|  | ------------------------------- | ---------- | ---------------------- | ---------------------- | ---------------------- | ---------------------- | ---------------------- | ---------------------- | ---------------------- |
|  | Partidul Național Liberal       | 7          |                        |                        |                        |                        |                        |                        |                        |
|  | Partidul Social Democrat        | 2          |                        |                        |                        |                        |                        |                        |                        |
|  | Alianța pentru Unirea Românilor | 1          |                        |                        |                        |                        |                        |                        |                        |
|  | Partidul Puterii Umaniste       | 1          |                        |                        |                        |                        |                        |                        |                        |

## Personalități
- Cecilia Cuțescu-Storck (1879 - 1969), pictoriță.
- Doru Moțoc (1939 - 2023), scriitor, dramaturg
- Dr. Ștefan Danes (11 octombrie 1930 - 2023), magistrat, Autor manuale, Profesor la Universitatea de Drept din București
- Nicolae Daneș (1947), geograf, autor, Profesor de geografie.
- Dr. Ion Mocanu, Doctor, OBGYN
- Emilia Vătășoiu-Liță, (n. 1933), gimnastă olimpică
- Dr. Lilian Zamfiroiu (n. 1963), Diplomat, Ambasador al României